# Bury St Edmunds
Bury St Edmunds és un poble i parròquia civil de St Edmundsbury, Suffolk, Anglaterra. Té una població de 41.829 habitants. Al Domesday Book (1086) està escrit amb la forma Villa Sancti Eadmundi.